# Nicolae Voiculescu
Nicolae Voiculescu (n. 1917, Pesceana, Vâlcea – d. 1992, Râmnicu Vâlcea) a fost un comunist român, primar al Bucureștiului (șef al Comitetul provizoriu al orașului București) în perioada februarie  1949 - decembrie 1950.
La 10 februarie 1949 a fost creată Comisia de stat pentru aplicarea Legii sfaturilor populare. Nefiind realizată raionarea adminstrativ-economică a teritoriului și statornicirea normelor pentru alegerea deputaților în sfaturile populare, s-au instituit Comitetele provizorii care au funcționat în perioada 10 aprilie 1949 – decembrie 1950, fiind investite cu exercitarea atribuțiilor organelor locale ale puterii de stat. Comitetul provizoriu al orașului București era numit și revocat de către Consiliul de Miniștri. Prin alegerile de la 3 decembrie 1950 a fost ales Sfatul Popular al Capitalei.